# 타코벨

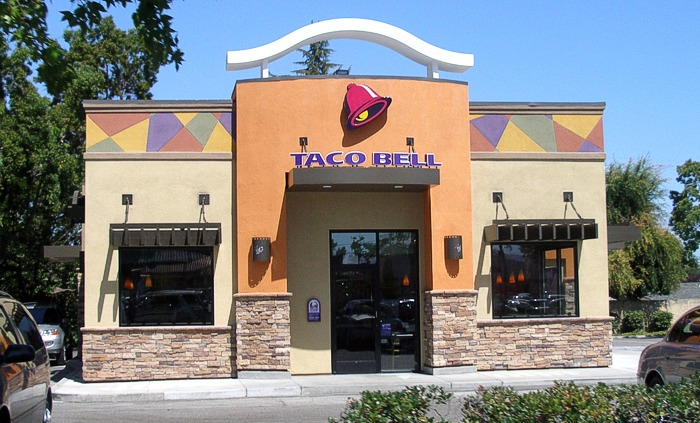
미국 캘리포니아주 서니베일에 있는 타코벨 점포

타코벨(영어: Taco Bell)은 미국에 본거지를 둔 레스토랑 체인점이다. 멕시코 요리를 주로 취급하는 음식점으로 유명하다. 얌! 브랜즈의 자회사이다. 펩시콜라로 대표되는 펩시코의 계열사였으나, 1997년 얌! 브랜즈가 펩시코에서 독립하면서 현재는 독립된 얌! 브랜드 산하에 있다. 캘리포니아주 어바인에 본사가 있으며, 현재 전 세계적으로 6,000여개의 매장을 운영하고 있다.
해병대에서 퇴역한 글렌 벨이 1948년 캘리포니아주 샌버너디노에서 핫도그 가판대를 시작하였다. 그는 멕시코 요리 애호가로 칠리 등을 넣은 다양한 종류의 핫도그를 팔았다. 그 후 그는 자신의 점포를 열어 핫도그와 햄버거를 판매했고, 동업자와 함께 롱비치 일대에서 '엘 타코스'(El Tacos)라는 이름의 식당을 여러 개 열었다. 1962년, 글렌 벨은 독립하여 로스앤젤레스 부근의 다우니에 타코벨(Taco Bell)이라는 이름의 식당을 새로 열었다. 그의 식당은 번창하여 프랜차이즈화하였고, 어바인에 본사를 둔 기업으로 발전했다. 타코벨 체인은 1978년 800여 개가 넘었고, 이 해에 거액과 함께 펩시코 산하로 들어갔다. 창업주 글렌 벨은 1978년에 펩시코에 타코벨을 매각했고 2010년 1월 86세로 사망하였다.
타코벨은 주 소비자인 미국인들의 입맛에 맞는 멕시코 요리 및 텍스멕스 요리(멕시코 요리와 텍사스주 지역 음식이 융합된 요리)를 개발하여 제공하는 것으로 유명하다. 다른 패스트푸드 체인인 맥도날드와 버거킹과의 경쟁에서 앞서나가기 위해 "think outside the bun"이라는 슬로건을 내걸어 주로 햄버거 등에 사용되는 빵의 일종인 번(bun) 대신에 토르티야를 사용하고 있다. 한편 타코 벨은 1980년대 후반부터 햄버거에 대항하여 "벨 비퍼(Bell Bepper)"라고 불리는 상품을 개발해 타코를 넣어 조리한 쇠고기와 양상추, 치즈, 토마토 등을 번 사이에 끼워넣은 음식을 판매했었으나, 인기가 없어서 현재는 판매하고 있지 않다.
미국에서 타코벨은 다이닝 형태의 점포와 셀프서비스 형식인 패스트푸드 형태의 점포로 나뉜다. 또한 카페테리아, 주유소, 공항, 백화점 등지에는 타코벨 익스프레스(Taco Bell Express)라는 이름으로 일반적인 타코벨 점포보다 매장 규모를 줄인 점포를 운영하고 있다. 또한 이 브랜드로 일부 학교에 점심식사 및 급식을 제공하고 있기도 하다.

## 역사
타코벨은 1948년 캘리포니아주 샌버너디노에 벨스 드라이브인이라는 핫도그 가판대를 처음 열었던 기업가 글렌 벨이 설립했다. 벨은 길 건너편에 위치한 멕시코 식당 미틀라 카페에서 긴 줄을 서서 기다리는 고객들을 보았는데, 이 식당은 하드 셸 타코로 주민들 사이에서 유명했다. 벨은 레시피를 역설계하려고 시도했고, 결국 주인들이 타코가 어떻게 만들어지는지 보여주었다. 그는 배운 것을 바탕으로 1951년에 새로운 가판대를 열었다. 이름은 타코-티아(Taco-Tia)에서 엘 타코(El Taco)를 거쳐 타코벨로 정착했다.

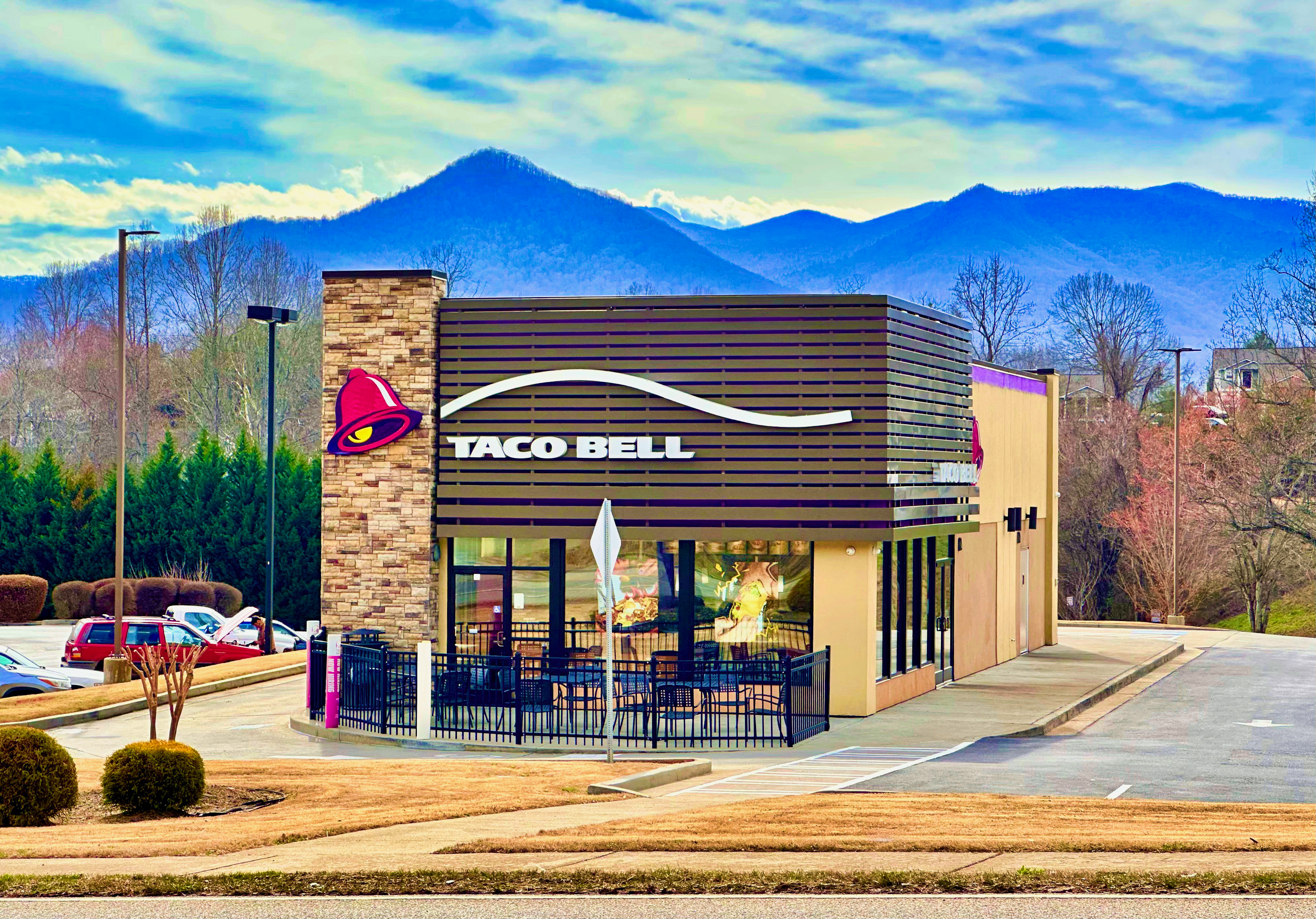
조지아주 하이아와시에 있는 현대적인 타코벨 레스토랑

글렌 벨은 1962년 7월 6일 캘리포니아주 다우니의 7112 파이어스톤 대로에 첫 타코벨을 열었다. 원래 위치는 약 400-제곱피트 (37 m2) 규모의 2대 주차장 크기 건물로, 미션 스타일 아치로 지어져 원래 메뉴 항목인 타코, 부리토, 토스타다, 칠리버거, 프리홀레스를 각각 19센트에 제공하는 워크업 창구를 덮고 있었다(${Inflation-fn|US}}의 2달러). 이 첫 번째 레스토랑은 1986년에 문을 닫았지만, 건물은 2015년 11월 19일 철거를 모면하고 캘리포니아주 어바인의 글렌 벨 웨이 1번지에 있는 타코벨 본사로 45 마일 (72 km) 옮겨져 현재는 "타코벨 누메로 우노"로 알려져 기업 주차장 부지에 온전히 보관되어 있다. 현재 다우니의 7127 파이어스톤 대로 건너편에는 1996년에 문을 연 타코벨 지점이 있다. 가장 오래 운영 중인 타코벨 지점은 1962년 8월 7일에 문을 연 캘리포니아주 롱비치 산타페 1822번지에 있는 2호점(현재 40400호점으로 운영 중)이다. 처음에는 "누메로 우노"와 똑같이 설계되었으나, 건물은 이후 대대적인 리모델링을 거쳤다. 두 개의 이전 "누메로 우노" 건물은 여전히 다른 사업체로 운영 중이며, 여기에는 캘리포니아 롱비치에 있는 또 다른 건물(1963년 초 개업)과 캘리포니아 하와이안 가든스에 있는 건물(1962년 9월 3호점으로 개업)이 포함된다.
1964년, 전직 경찰관 커밋 베케(Kermit Bekke)가 첫 번째 프랜차이즈를 구매했다. 캘리포니아주 토런스의 웨스트 카슨 스트리트 1654번지에 위치한 이 지점은 1965년 5월 28일에 성대한 개업식을 가졌다. 베케는 1년 반 뒤에 프랜차이즈를 매각했다. 이 지점은 1975년에 문을 닫고 길 건너 웨스트 카슨 스트리트 1619번지에 있는 1130호점으로 이전했으며, 이 지점 또한 1990년대 후반에 문을 닫고 재활용되었다. 1967년 1월 20일, 100번째 타코벨 대개업식이 애너하임의 사우스 브룩허스트 400번지(63호점)에서 열렸으며, 이 지점은 1993년에 사우스 브룩허스트 324번지의 새로운 지점으로 대체되었다. 미시시피강 동쪽의 첫 번째 타코벨 레스토랑(270번째 개점, 258호점)은 1968년 9월 20일 오하이오주 스프링필드의 이스트 메인 스트리트 2050번지에서 문을 열었다. 원래 타코벨은 실내 좌석이나 드라이브 스루 서비스 없이 워크업 창구 서비스만 제공했다. 실내 좌석은 1968년부터 산발적으로 추가되었으며, 드라이브 스루 서비스는 1980년까지 일반적으로 제공되지 않았다. 2025 현재, 캘리포니아와 콜로라도에는 7개의 원래 미션 스타일 타코벨 레스토랑이 여전히 운영 중이다. 하와이 호놀룰루에서 운영되던 미션 스타일 지점(1976년 4월 개업) (1281호점)은 2024년에 리모델링되었으며, 애리조나 스코츠데일의 또 다른 미션 스타일 지점(31호점, 1966년 7월 3일경 개업)은 2025년 4월 12일에 문을 닫았다. 많은 이전 미션 스타일 타코벨 지점들은 다른 멕시코 패스트푸드 레스토랑으로 용도가 변경되어 여전히 남아있다. 1970년, 타코벨은 325개의 레스토랑을 가지고 상장했다.
본사는 몇 군데에 위치했으며, 이전에는 팔로스베르데스의 비아 테혼 2516번지에, 그 다음에는 토런스의 모레톤 스트리트 2424번지에 사무실을 두다가 1976년에 어바인 (폰 카르만 애비뉴 17901번지)에 정착했다.

### 펩시코자회사

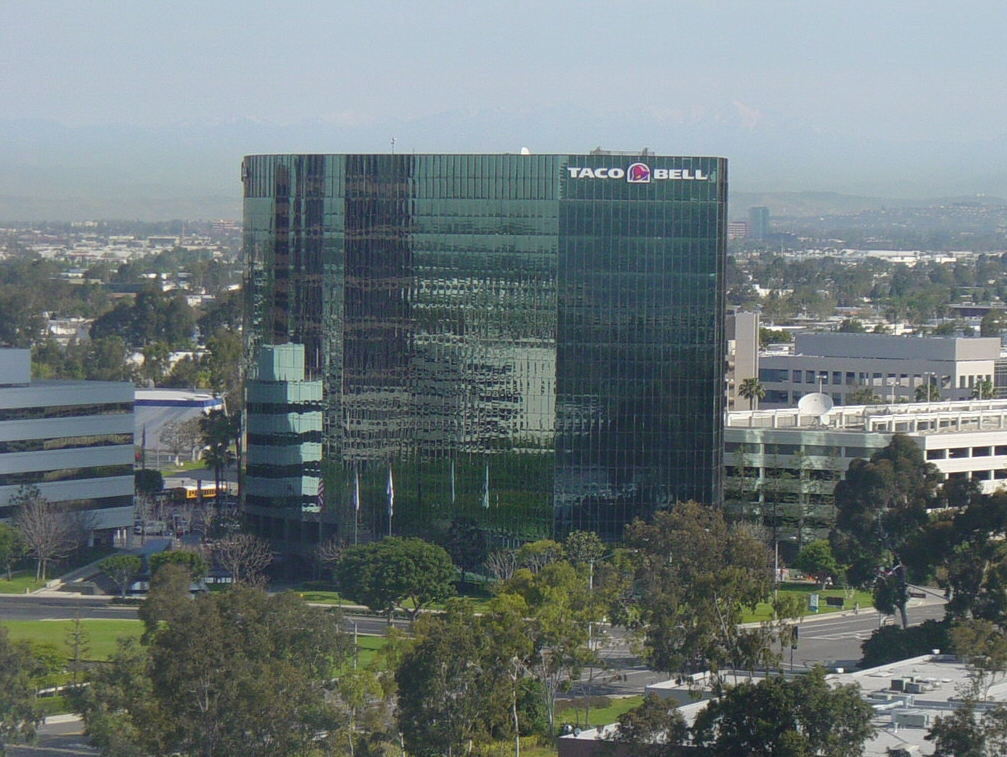
캘리포니아주 어바인의 폰 카르만 애비뉴 17901번지에 있는 옛 본사

1978년, 펩시코는 글렌 벨로부터 타코벨을 인수했다. 1980년대에 타코벨은 여러 다른 패스트푸드점을 인수하여 그 지점들을 자사 지점으로 바꾸면서 급속한 확장을 시작했다. 여기에는 1982년 캘리포니아주 샌머테이오에 본사를 둔 타코 찰리(Taco Charley) 체인, 1984년 롱비치에 본사를 둔 펍 엔 타코(Pup 'N' Taco) 체인, 그리고 1986년 미네소타주 미니애폴리스에 본사를 둔 멕시코 체인 잔티고(Zantigo)가 포함되었다. 이러한 인수(및 이후의 전환)로 인해 많은 초기 타코벨 매장이 문을 닫고 이 새로운 시설로 이전하게 되었다. 타코벨은 또한 기존의 멕시코 기반 브랜딩을 버리고 1984년에 보다 주류적인 디자인으로 대체했다. 1990년에는 핫 엔 나우 체인을 인수했다. 타코벨은 1997년 핫 엔 나우를 코네티컷 회사에 매각했다.
1991년, 타코벨은 샌프란시스코에 첫 번째 타코벨 익스프레스(Taco Bell Express)를 열었다. 타코벨 익스프레스 지점은 주로 편의점, 트럭 휴게소, 쇼핑몰, 공항 등에서 운영되며, 이 개념은 1984년부터 여러 테스트 몰 지점을 개점하면서 실험되었다. 타코벨은 1995년 KFC와 공동 브랜딩을 시작했으며, 첫 번째 공동 브랜드 매장은 노스캐롤라이나주 클레이턴에 문을 열었다. 이 체인은 이후 피자헛 및 롱 존 실버스와도 공동 브랜딩을 진행했다.
1997년, 펩시코는 새로운 "프레시 그릴" 개념을 실험하여 캘리포니아주 마운틴뷰의 엘 카미노 레알(SR 82)에 적어도 하나의 보더 벨(Border Bell) 레스토랑을 열었다. 1997년 펩시코가 레스토랑 사업을 분사할 무렵, 마운틴뷰의 보더 벨은 문을 닫고 타코벨 레스토랑으로 전환되었으며, 2018년에도 여전히 영업 중이었다.
2000년 9월, 최대 5천만 달러 상당의 타코벨 브랜드 셸이 슈퍼마켓에서 리콜되었다. 이 셸에는 사람의 섭취가 승인되지 않은 스타링크(StarLink)라는 유전자 변형 옥수수 품종이 포함되어 있었다. 스타링크는 알레르기 반응을 일으킬 수 있는지에 대한 의문 때문에 동물 사료용으로만 승인되었다. 이것은 유전자 변형 식품(GMO)의 역사상 첫 번째 리콜이었다. 옥수수는 곡물 창고에서 분리되지 않았고, 텍사스의 제분업체는 그런 종류의 주문을 하지 않았다. 2001년, 트리콘 글로벌은 공급업체들과 6천만 달러의 합의를 발표했다. 그들은 이 금액이 타코벨 프랜차이즈 가맹점들에게 지급될 것이며, TGR은 한 푼도 받지 않을 것이라고 밝혔다.

### 얌! 브랜즈자회사
펩시코는 1997년 후반 타코벨과 다른 레스토랑 체인을 트리콘 글로벌 레스토랑즈(Tricon Global Restaurants)로 분사했다. A&W 레스토랑 및 롱 존 실버스 체인을 소유한 요크셔 글로벌 레스토랑즈(Yorkshire Global Restaurants)를 인수하면서, 트리콘은 2002년 5월 16일 얌! 브랜즈로 사명을 변경했다.
2005년 3월, 이모칼리 노동자 연합(CIW)은 인권 문제로 타코벨에 대한 전국적인 불매운동에서 획기적인 승리를 거두었다. 타코벨은 공급망에 있는 플로리다주 토마토 재배자들의 임금과 근무 조건을 개선하기 위한 연합의 모든 요구를 수용하기로 합의했다. 4년간의 불매운동 끝에 타코벨과 얌! 브랜즈는 얌! 브랜즈 본사에서 CIW 대표들과 CIW-얌 협약을 맺기로 합의했다.

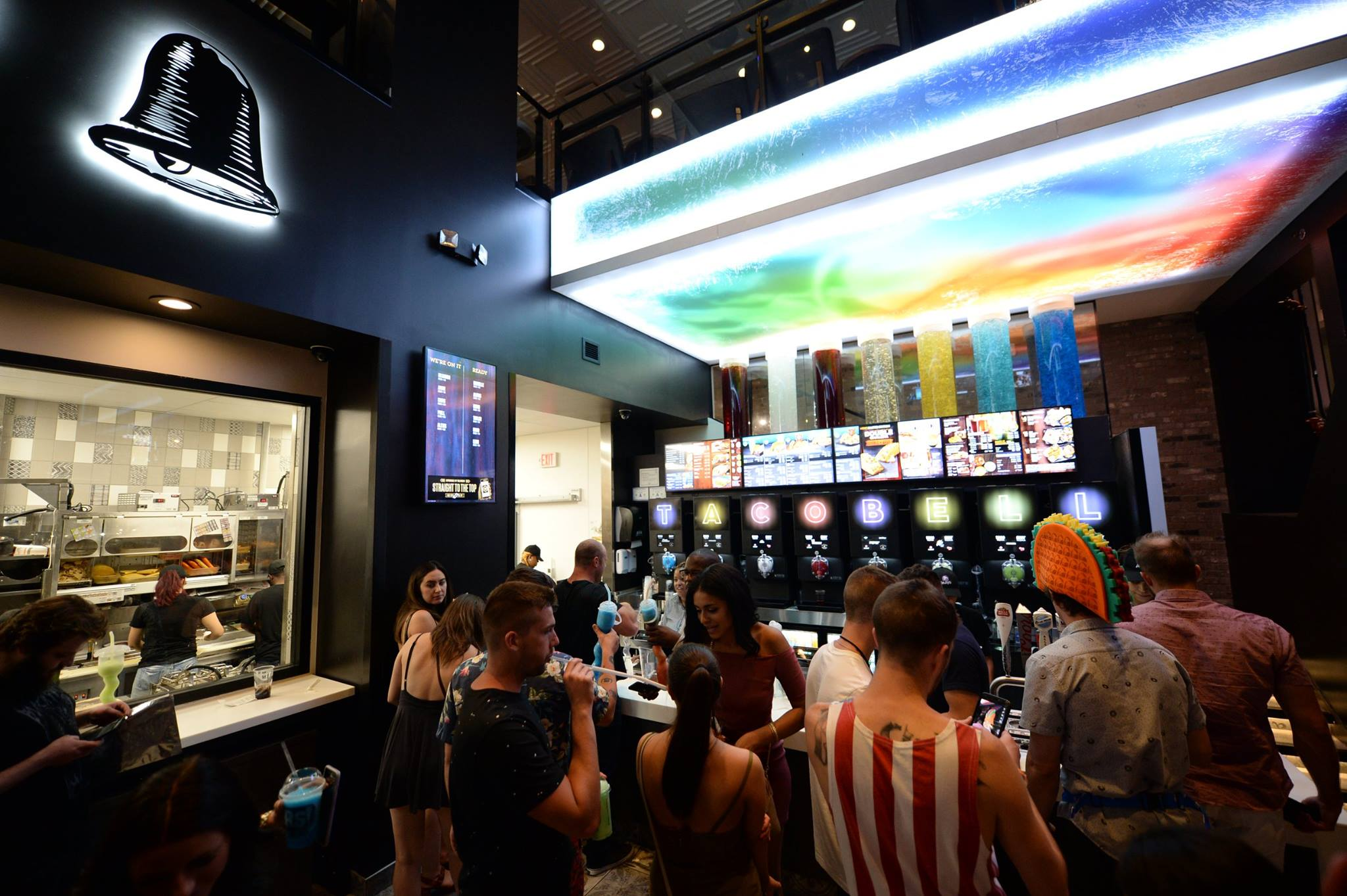
네바다주 라스베이거스에 있는 타코벨 칸티나 플래그십 스토어의 1층 내부

타코벨은 치폴레 멕시칸 그릴의 인기 덕분에 시장 변화를 반영하여 2014년에 U.S. 타코 컴퍼니(U.S. Taco Co.)와 어번 탭룸(Urban Taproom)을 설립하면서 패스트 캐주얼 및 도시 개념을 실험하기 시작했다. 메뉴는 미국식 속재료로 채워진 타코로 구성되었으며, 부리토와 같은 타코벨 레스토랑에서 판매되는 음식은 판매하지 않았다. 2014년 8월 캘리포니아주 헌팅턴비치에서 출시되었다.
U.S. 타코 컴퍼니는 2015년 9월 15일에 문을 닫았고, 회사는 특별 메뉴와 주류를 제공하는 새로운 유사한 타코벨 칸티나(Taco Bell Cantina) 개념에 집중할 수 있었다. 며칠 뒤 시카고의 위커 파크 지역에 첫 지점을 열었고, 약 한 달 뒤에는 AT&T 파크에서 한 블록도 채 안 되는 샌프란시스코에 지점을 열었다. 2016년, 타코벨은 라스베이거스 스트립에 타코벨 칸티나 플래그십 스토어를 열었다. 24시간 운영되는 이 레스토랑은 주류, 독특한 메뉴, 그리고 DJ를 제공한다. 2017년 8월에는 이 매장에서 결혼식을 주최하기 시작할 것이라고 발표되었다. 타코벨 칸티나는 현재 샌프란시스코, 버클리, 시카고 (2개 지점), 라스베이거스, 오스틴, 페이엣빌, 신시내티, 클리블랜드, 애틀랜타, 뉴포트비치, 샌디에고, 산호세, 새크라멘토, 내슈빌에 지점을 두고 있으며, 매사추세츠주 서머빌에도 곧 개점할 예정이다. 2020년 3월, 타코벨은 시험 운영의 일환으로 올해 교외 매장 3곳을 칸티나로 전환할 것이라고 발표했다.
2016년 3월, 타코벨은 메시징 플랫폼 슬랙에서 인공지능 봇의 비공개 베타 테스트를 시작했다. 이 봇은 지역 타코벨 지점에서 선택된 메뉴 항목을 주문하고 배달을 처리하도록 설계되었다. 타코벨은 향후 몇 달 내에 이 기능을 더 광범위하게 출시할 계획이었다.
이전에는 타코벨의 핫소스는 체인점에서만 봉지 형태로 구할 수 있었다. 2014년 2월, 타코벨은 핫소스를 병에 담아 식료품점에서 판매하기 시작했다. 이어서 2018년 5월에는 칩, 2019년에는 찢은 치즈와 같은 추가 식료품점 제품들이 출시되었다. 2016년 9월, 타코벨은 맨해튼 소호 지역에 타코벨 VR 아케이드라는 팝업 스토어를 열었다. 타코벨과 VR 팬들은 플레이스테이션 VR, 게임, 그리고 음식을 시연할 수 있었다.
2016년, 타코벨은 텍사스 음악 축제인 사우스 바이 사우스웨스트를 위해 5개의 화물 운송 컨테이너로 레스토랑을 지었다. 인기에 힘입어 이 프랜차이즈는 레스토랑을 사우스 게이트의 한 부지로 옮기기로 결정했으며, 1년 뒤 일반에 개장했다. 이 레스토랑은 타코벨의 전체 메뉴를 제공하며, 야외 좌석, 워크업 창구, 드라이브스루를 갖추고 있지만, 일반 타코벨 지점과 달리 실내 좌석은 없다. 타코벨은 2017년 11월, 2022년까지 300개 이상의 도시형 및 칸티나 스타일 매장을 개설할 계획을 발표했으며, 이 중 50개는 뉴욕의 5개 자치구에 위치할 예정이었다. 2019년, 타코벨은 8월 한 주말 동안 "더 벨: 타코벨 호텔 앤 리조트"라는 팝업 호텔을 열었다. 이 호텔은 발표와 동시에 2분 만에 예약이 완료되었다.
타코벨은 현재 어바인 본사에 2030년까지 머물 계획을 발표했다.

## 메뉴 및 광고
첫 타코벨 광고는 1968년에 공개되었으며, 멜 블랑, 팻 해링턴과 당시 트루스 오어 컨시퀀스의 진행자였던 밥 바커가 출연했다.
1992년, 조니 캐시는 타코벨의 가치 메뉴를 위한 텔레비전 광고에 출연했다.
1993년, 타코벨은 영화 데몰리션 맨의 제품 간접 광고의 일환으로 참여하여 현재 사용되는 로고를 업데이트했다.
2000년, 타코벨은 DOS용으로 타코벨이 퍼블리싱하고 브랜드게임스(BrandGames)가 개발한 타코벨: 테이스티 템플 챌린지(Taco Bell: Tasty Temple Challenge)를 출시했다. 이 게임은 전투와 탐험 면에서 둠과 울펜슈타인 3D와 유사한 게임 플레이를 가진 어린이용 1인칭 3D 액션 슈팅 게임으로, 광고 게임 역할을 했다. 플레이어는 바하 빌(Baja Bill)을 조종하여 잃어버린 정글 문명의 사원을 탐험하며, 타코벨의 맵고 강렬한 소스로 뱀과 전갈과 싸운다. 브랜드의 음식도 게임에 등장하며 주인공의 체력을 회복하는 데 사용된다.

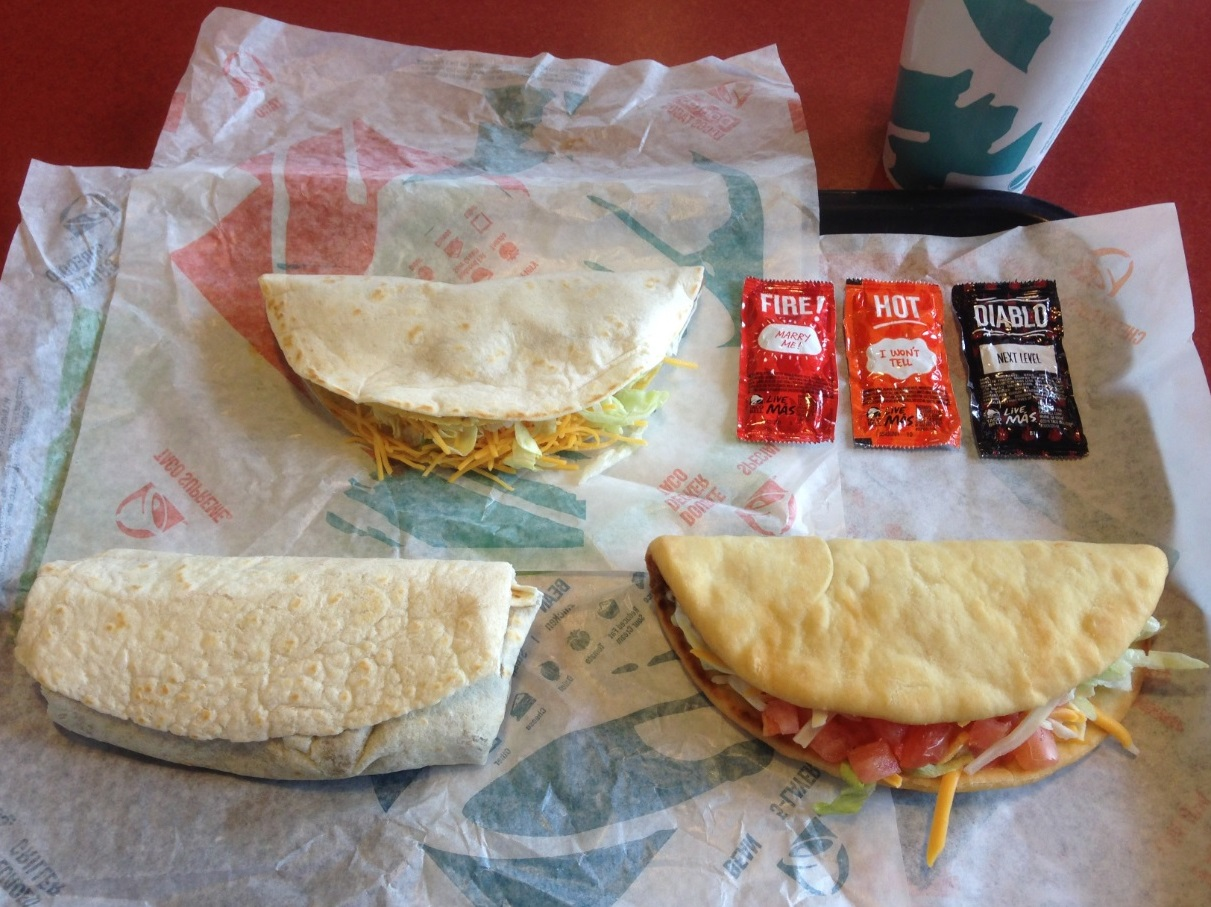
여러 타코벨 메뉴 항목. 오른쪽 아래부터 시계 방향으로: 찰루파 슈프림, 콤보 부리토, 더블 데커 타코

2001년 3월, 타코벨은 미르 우주정거장의 재진입에 맞춰 프로모션을 발표했다. 그들은 태평양으로 큰 표적을 끌고 나가, 미르의 떨어지는 조각이 표적에 맞으면 미국의 모든 사람이 무료 타코벨 타코를 받을 자격이 있다고 발표했다. 회사는 이 도박을 위해 상당한 보험에 가입했다. 우주정거장의 어떤 조각도 표적에 맞지 않았다.
2004년, 지역 타코벨 프랜차이즈 가맹점이 아이다호주 보이시의 보이시 주립 파빌리온의 명명권을 사들여 경기장 이름을 타코벨 아레나로 바꾸었다. 또한 2004년, 마운틴 듀는 타코벨 매장에 인기 있는 청량음료의 열대 라임 맛인 마운틴 듀 바하 블라스트를 독점적으로 판매할 권리를 제공했다.
2005년, 타코벨은 한정 판매 상품으로 크런치랩 슈프림을 출시했다. 성공적인 판매로 인해 크런치랩 슈프림은 2006년부터 영구 메뉴에 추가되었다.
2007년, 타코벨은 "베이스를 훔쳐라, 타코를 훔쳐라" 프로모션을 처음으로 제공했다. 만약 2007년 월드 시리즈에서 어떤 팀의 선수라도 도루를 하면, 회사는 미르 프로모션과 유사하게 미국 내 모든 사람에게 무료 타코를 제공할 것이라고 발표했다. 물론 이번에는 실현 가능성이 훨씬 높았다. 보스턴 레드삭스의 저코비 엘즈베리가 2차전에서 도루에 성공하자, 회사는 2007년 10월 30일에 프로모션을 이행했다. 이 프로모션은 이후 여러 월드 시리즈에서 제공되었다.
타코벨은 포틀랜드 트레일블레이저스와 클리블랜드 캐벌리어스의 홈 경기에서 홈팀이 100점 이상을 득점하면 모든 참석자에게 무료 찰루파 쿠폰을 제공하는 프로모션을 후원한다.
2009년, 타코벨은 "It's all about the Roosevelts"라는 제목의 뮤직 비디오 스타일 광고를 선보였다. 이 비디오는 DraftFCB Agency를 위해 대니 드 마토스(Danny de Matos)가 자신의 스튜디오에서 앰버 뮤직(Amber Music)을 위해 작곡하고 제작했다. Varsity Fanclub의 보비 에드너가 출연한 랩 음악 스타일의 이 광고는 친구들이 타코벨로 운전하며 잔돈을 모으는 모습을 보여준다. 이 광고는 타코벨의 영화관 광고 진출 첫 사례로, 트랜스포머: 패자의 역습과 퍼블릭 에너미의 오프닝 예고편뿐만 아니라 일부 영화관 로비 스크린에서도 상영되었다.
2009년 7월 1일, 타코벨은 20년간 후원사였던 맥도날드를 대신하여 NBA의 패스트푸드 파트너가 되었다. 타코벨과 NBA는 ABC, TNT, ESPN에서 광고하고 NBA 테마 프로모션을 진행할 수 있도록 4년 계약을 맺었다. 2009년 7월 21일, 1990년대 후반 타코벨 광고에 출연했던 기젯이라는 치와와가 뇌졸중으로 쓰러져 안락사되었다. 그녀는 15세였다. 2009년 "프루티스타 프리즈(Frutista Freeze)" 냉동 음료 광고에는 사람 음악에 맞춰 춤을 출 수 있는 능력으로 유명한 엘레오노라 코카투인 스노우볼이 등장한다. 2달러 식사 할인을 홍보하기 위해, 타코벨은 2010년 6월에 페더럴 리저브가 더 많은 2달러 지폐를 발행하도록 청원하는 서명을 모으는 페이스북 그룹을 시작했다.
2011년 2월 말, 앨라배마 법률 회사가 회사에 제기한 소비자 보호 소송에 대응하여 타코벨은 대규모 광고 캠페인을 시작했다. 이 프로모션은 회사가 타코의 소고기 속 재료 비율을 허위로 광고했다는 주장에 반박하기 위한 것이었다. 광고에는 직원과 프랜차이즈 가맹점주들이 속 재료가 항상 88%의 소고기와 다양한 향신료 및 결합제로 구성되어 있었으며 그 외에는 아무것도 없었다고 주장하는 내용이 담겼다. 이 광고는 "고소해 주셔서 감사합니다"라는 헤드라인이 실린 뉴욕 타임스와 다른 신문의 여러 전면 광고에 이어 나왔다. 또한, 이 체인은 트위터와 페이스북을 사용하는 새로운 소셜 캠페인을 추가했다. 회사는 이 캠페인에 막대한 투자를 했으며, 메시지를 전달하는 데 3백만 달러 이상을 지출했는데, 이는 회사가 보통 광고 프로그램에 지출하는 금액보다 약 20% 더 많은 금액이었다. 다양한 캠페인은 회사가 미국 캘리포니아 중앙지방법원에서 소송에 대한 공식적인 답변을 시작하기 직전에 이루어졌으며, 여론을 자사 편으로 끌어들이기 위해 고안되었다. 여러 분석가들은 회사가 매장 내 광고 및 기타 비방송 매체를 활용한 풀뿌리 캠페인을 사용하는 것이 더 나았을 것이라고 밝혔다. 이 소송은 결국 철회되었고, 회사는 베이즐리 앨런(Beasley Allen) 소송 회사에 공개적으로 사과를 요청함으로써 광고 대응을 계속했다. 마케팅 전략 회사 리스 & 리스(Ries & Ries)의 분석가 로라 리스(Laura Ries)는 타코벨의 최신 대응이 실수였다고 믿었다. 그녀는 초기 홍보 후 대중 대부분이 잊어버린 소송에 대한 기억을 되살리는 것이 타코벨의 잘못된 전략이라고 언급했다.
2012년 3월, 타코벨은 프리토레이와 협력하여 도리토스 로코스 타코스를 만들었다. 이것은 도리토 나초 치즈 맛 타코 셸이 있는 타코이다. 2012년 5월, 타코벨은 마운틴 듀와 오렌지 주스를 혼합한 마운틴 듀 A.M이라는 음료를 출시했다. 2012년 6월 6일, 타코벨은 켄터키와 캘리포니아 레스토랑에서 고급 항목이 포함된 새로운 "칸티나 메뉴"를 테스트할 것이라고 발표했다. 이 새로운 메뉴는 셀러브리티 셰프 로레나 가르시아가 만들었으며, 블랙 빈, 고수밥, 감귤 및 허브 마리네이드 닭고기, 그리고 고수 드레싱이 추가되었다.
쿨 랜치 도리토스 타코는 2013년 3월 7일부터 주문 가능하게 되었다. 출시 직전, 타코벨은 3월 6일에 "그냥 물어보면" 새로운 맛을 하루 먼저 맛볼 수 있다는 프로모션을 광고했다. 그러나 이들은 대부분의 매장에 이 사실을 알리지 않아, 실망한 소비자들이 소셜 미디어 계정과 뉴스 사이트에 수많은 불만을 제기했다.
2013년 7월 23일, 타코벨은 2014년 1월까지 모든 미국 기반 레스토랑에서 키즈밀과 딸린 장난감 판매를 중단할 것이라고 발표했다. 일부 매장은 2013년 7월 일찍이 판매를 중단했다.

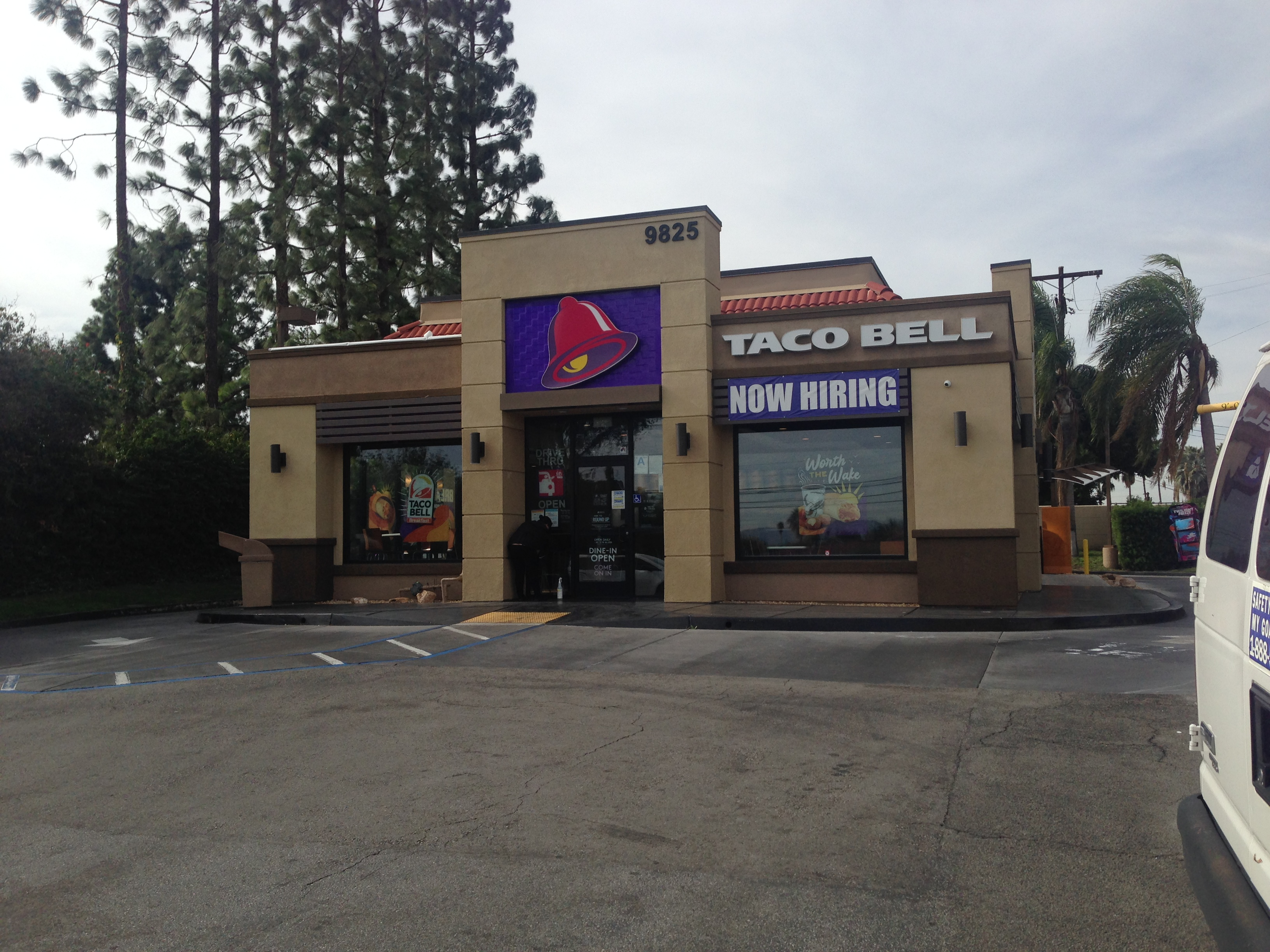
로스앤젤레스에 있는 타코벨 매장

2013년 8월 6일, 체인은 "와플 타코"의 시험 시장을 그 해 8월 8일부터 캘리포니아주 프레즈노, 네브래스카주 오마하, 테네시주 채터누가의 ≈100개 레스토랑으로 확대할 것이라고 발표했다. 와플 타코는 스크램블드 에그, 소시지, 그리고 시럽 한 접시를 포함했다. 이 메뉴는 2013년 초 남부 캘리포니아 5개 레스토랑에서 시험 출시되었을 때 아침 시간대에 가장 많이 팔린 메뉴였다. 아침 메뉴는 2014년 3월 27일부터 시작되었다. 다른 항목으로는 A.M. 크런치랩, 시나본 딜라이트, 브렉퍼스트 부리토, A.M. 그릴드 소시지 플랫브레드 멜트, 해시 브라운, 커피, 오렌지 주스가 있다. 3월 27일부터 시작된 광고 캠페인에는 맥도날드의 유명한 로널드 맥도날드 마스코트를 언급하며 로널드 맥도날드라는 이름을 가진 25명의 남성이 등장했다. 와플 타코의 또 다른 광고는 내레이터가 "나는 1984년부터 에그 맥머핀을 먹어왔다. 하지만 타코벨이 와플 타코를 만들었다는 것을 알았을 때, 나는 시대에 맞춰야겠다고 생각했다"는 노래를 "올드 맥도날드"의 곡조에 맞춰 부르는 것을 특징으로 하는데, 이는 맥도날드에 대한 또 다른 공격이었다.
2014년 4월 28일, 타코벨은 테일러(Taylor)가 고안한 아침 식사 캠페인에서 맥도날드의 "시대에 뒤떨어진 머핀"을 조롱했다. 이 광고는 맥머핀이 1984년에 속한다는 주장을 담았다. 2014년 10월, 타코벨은 한정 기간 동안 핑크 스트로베리 스타버스트 프리즈 음료를 출시했다. 2016년 8월, 타코벨은 핑크 스트로베리 스타버스트 프리즈를 다시 출시했다. 2015년 10월, 타코벨은 인증된 채식주의자 메뉴를 출시했다.
2016년 8월, 타코벨은 일부 타코벨 레스토랑에서 치토스 부리토라고 알려진 퓨전 메뉴를 시험 판매할 것이라고 발표했다. 2016년 9월 19일, 타코벨은 에어헤즈 화이트 미스터리 사탕에서 영감을 받은 에어헤즈 프리즈(Airheads Freeze)를 출시하고, 사람들이 소셜 미디어에서 그 맛을 추측하도록 했다. 2016년 9월 15일, 타코벨은 체다 하바네로 퀘사리토(Cheddar Habanero Quesarito)를 출시했다. 이것은 퀘사디야 껍질을 가진 부리토이다. 2017년 4월, 타코벨은 4월 중순 미시간주 플린트에서 네이키드 브렉퍼스트 타코(Naked Breakfast Taco)를 시험 판매할 것이라고 발표했다. 이 아침 식사 타코는 튀긴 달걀을 껍질로 사용하여 감자 조각, 나초 치즈, 찢은 체다 치즈, 베이컨 또는 소시지 크럼블을 담았다.
2017년에 이 회사는 더블 다운과 유사한 아이디어를 사용하여 닭고기로 만든 찰루파 셸을 사용하는 네이키드 닭고기 찰루파를 출시했으며, 그해 후반에는 나초 치즈와 함께 칩 모양의 닭고기 너겟인 네이키드 치킨 칩스를 출시했다. 2017년 7월, 타코벨은 리프트와의 파트너십을 발표했다. 이에 따라 캘리포니아주 오렌지군의 리프트 승객들은 오후 9시부터 새벽 2시까지 목적지로 가는 길에 "타코 모드"를 요청하여 타코벨에 들를 수 있게 되었다. 이 프로그램은 운전자들로부터 많은 부정적인 피드백을 받은 후 취소되었다.
2018년 9월 21일, 타코벨은 전 세계 20개국에서 기념될 내셔널 타코 데이를 발표했다. 이는 미국의 해외 시장 진출을 기념하는 행사였다.
2019년 1월, 타코벨은 텔레비전 광고 지출을 6,400만 달러로 거의 두 배 늘렸다. 2019년 9월, 타코벨은 가을 시즌을 맞아 메뉴를 개편했다.
2020년 7월, 타코벨은 그릴드 치즈 부리토(Grilled Cheese Burrito)를 발표했다. 이 부리토는 한정된 기간 동안 가끔씩 다시 나타나는 반복 메뉴 항목이다.
2021년 1월, 타코벨은 코로나19 범유행에 대응하여 레스토랑 내 프로세스를 간소화하려는 노력의 일환으로 2020년 8월에 잠시 중단했던 감자를 메뉴에 다시 추가한다고 발표했다. 감자 외에도 회사는 식물성 채식 옵션으로 비욘드 미트를 도입하여 채식주의자 메뉴를 확장할 계획이라고 밝혔다. 2021년 4월, 타코벨은 재활용 회사 테라사이클과 협력하여 핫소스 봉지를 재활용하여 환경 오염을 줄이는 것을 목표로 할 것이라고 밝혔다. 2021년 8월, 타코벨은 크리스피 치킨 샌드위치 타코(Crispy Chicken Sandwich Taco)를 발표했다.
2022년 1월 6일, 타코벨은 회사 앱을 통해 타코 러버즈 패스(Taco Lover's Pass)라는 디지털 타코 구독 서비스를 출시했다. 10달러의 비용으로 고객은 30일 연속으로 매일 7가지 타코 중 하나를 주문할 수 있다. 2022년 4월 18일, 타코벨은 멕시칸 피자가 2020년 11월에 단종된 후 5월 19일에 메뉴로 돌아올 것이라고 발표했다.
2022년 7월부터 8월까지, 영화 제작자 샘 리드(Sam Reid)는 슈퍼 사이즈 미와 유사하게 음식의 영양 성분을 테스트하면서 30일 동안 타코벨만 먹었다. 이 행사는 샘과 패스트푸드 체인 모두에게 전국적인 관심을 불러일으켰으며, 그의 식단을 다루는 여러 뉴스 방송과 지미 팰런의 더 투나잇 쇼에서의 언급이 있었다. 리드는 같은 해 10월 자신의 유튜브 채널에 이 도전 과제에 대한 다큐멘터리를 공개했다. 30일간의 스턴트는 타코벨이 공식적으로 승인한 마케팅 캠페인은 아니었지만, 당시 CEO 마크 킹(Mark King)은 나중에 리드를 캘리포니아 어바인의 타코벨 본사로 초대했다. 리드는 또한 2023년에 공식 타코벨 팟캐스트의 게스트로 출연하여 이 스턴트와 그의 신체 건강에 미친 영향에 대해 논의했다.
2023년, 회사는 전국적인 출시 가능성을 측정하기 위해 로스앤젤레스, 뉴욕, 올랜도에서 비건 크런치랩 슈프림을 시험 판매했다. 본 아페티는 맨해튼 미드타운 매장에서 구매한 비건 크런치랩과 비건이 아닌 크런치랩을 함께 시험했고 "둘 사이의 차이를 실제로 구별하기 어려웠다"고 밝혔다.

### 달러 크레이빙스
2014년 8월 18일, 타코벨은 달러 크레이빙스라는 새로운 가치 메뉴를 출시했다. 이전의 'Why Pay More' 메뉴를 대체하는 달러 크레이빙스는 모두 미국 달러로 가격이 책정된 13가지 음식 항목을 특징으로 했다.
일부 항목의 가격이 인상되면서 "크레이빙스 밸류 메뉴"(Cravings Value Menu)로 이름이 변경되었다. 2019년 4월에는 "로디드 나초 타코"(loaded nacho taco)를 1달러에 출시했다. 2024년 1월 현재, 이 회사는 10개 항목을 제공한다.

### 단종된 메뉴 항목
타코벨의 1962년 오리지널 메뉴 항목 중 하나는 칠리버거(Chiliburger)였으며, 1969년 벨 버거(Bell Burger), 1979년 벨 비퍼(Bell Beefer)로 이름이 바뀌었다. 이것은 부드러운 빨간 소스에 타코 양념을 한 다진 소고기, 잘게 썬 양상추, 깍둑썰기 한 양파를 찐 햄버거 빵에 넣어 만든 으깬 고기 샌드위치였다. 나중에는 잘게 썬 치즈와 깍둑썰기 한 토마토가 추가되었다. 타코벨은 1986년경 벨 비퍼를 단종시켰는데, 이는 더 전형적인 텍스멕스에서 영감을 받은 메뉴를 유지하기 위해서였다.
그 외 단종된 타코벨 메뉴 항목으로는 엔치리토(다른 메뉴 항목에 이름이 다시 사용됨), 타코 라이트, 타코 그란데, 칠리토(칠리 치즈 부리토), 비피 크런치 부리토, 비피 멜트 부리토, 해산물 샐러드, 치킨 피에스타 부리토, 포테이토리토, 볼케이노 타코, BLT 타코, 치자토, 시나몬 크리스파스, 나초 크런치 그릴드 스터프트 부리토, 치킨 시저 그릴드 스터프트 부리토, 그릴드 스터프트 나초, 풀리 로디드 나초스, 크런치랩 슬라이더스, 블랙잭 타코, 빈 부리토 에스페시알, 보더 아이스, 그리고 멕시멜트가 있다.
2019년 9월, 타코벨은 메뉴에 새로운 변화를 주었다. 단종된 항목으로는 비피 미니 퀘사디야; 칩스 앤 살사; 치폴레 치킨 로디드 그릴러; 더블 데커 타코; 쿨 랜치 및 파이어리 도리토스 로코스 타코스; 더블 토스타다; 파워 메뉴 부리토; XXL 그릴드 스터프트 부리토가 있다.
2020년 8월 13일 기준, 메뉴는 코로나19 범유행에 대응하여 레스토랑 내 프로세스를 간소화하려는 노력의 일환으로 또 다른 업데이트를 거쳤으며, 다음 항목들이 단종되었다: 그릴드 스테이크 소프트 타코; 7겹 부리토; 나초 슈프림; 비피 프리토스 부리토; 스파이시 토스타다; 트리플 레이어 나초; 치지 피에스타 감자; 로디드 그릴러(치지 감자 및 비피 나초 모두); 칩스 앤 딥스; 미니 스킬렛 볼.

## 해외 사업

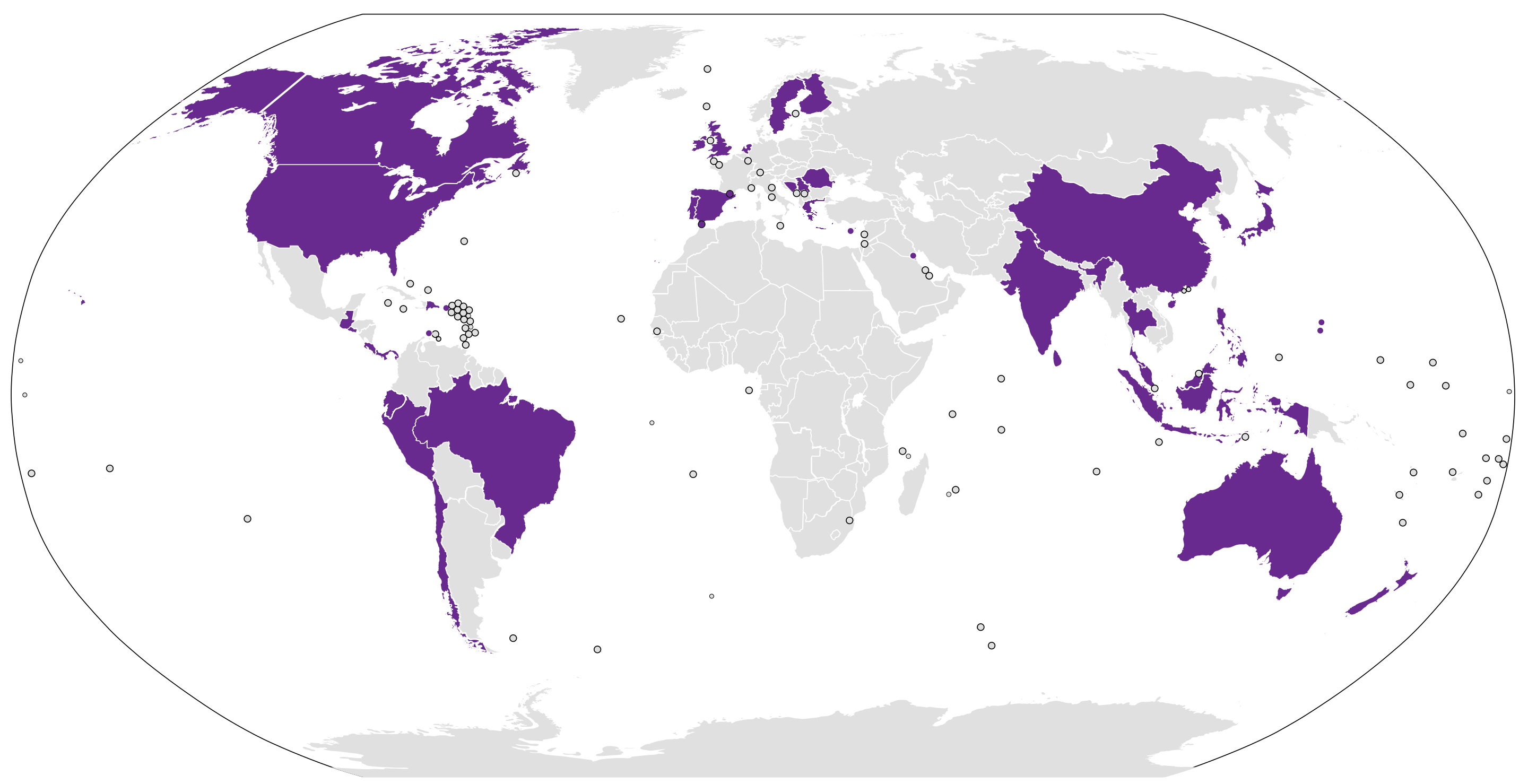
전 세계 타코벨 지점

2010년부터 2023년까지 지점 수는 매년 증가했다.
| 2010  | 2011  | 2012  | 2013  | 2014  | 2015  | 2016  | 2017  | 2018  | 2019  | 2020  | 2021  | 2022  | 2023  |
| ----- | ----- | ----- | ----- | ----- | ----- | ----- | ----- | ----- | ----- | ----- | ----- | ----- | ----- |
| 5,896 | 5,945 | 5,980 | 6,053 | 6,206 | 6,413 | 6,612 | 6,849 | 7,072 | 7,363 | 7,427 | 7,791 | 8,218 | 8,564 |

### 아시아

#### 중국
2003년, 타코벨은 상하이 인민광장에 "타코벨 그란데"라는 이름의 레스토랑을 열면서 중국 시장에 진출했다. 세 개의 TBG 레스토랑이 더 개점했지만 2008년에 폐점했다. 타코벨은 2016년 후반 상하이시 푸둥 신구에 매장을 열면서 중국 시장에 다시 진출했다. 2024년 3월 현재, 타코벨은 중국에 90개의 매장을 두고 있다.

#### 인도
인도 최초의 타코벨 매장은 2010년 방갈로르의 만트리 스퀘어 몰에 문을 열었다. 타코벨은 2019년 5월 15일 버만 호스피탈리티(Burman Hospitality)와 독점적인 전국 마스터 프랜차이즈 계약을 발표했다. 같은 날 기준으로 이 체인은 인도 전역에 35개의 매장을 운영했다. 얌! 브랜즈는 2029년까지 인도에 600개의 새로운 타코벨 매장을 개설할 계획이라고 밝혔다.

#### 인도네시아

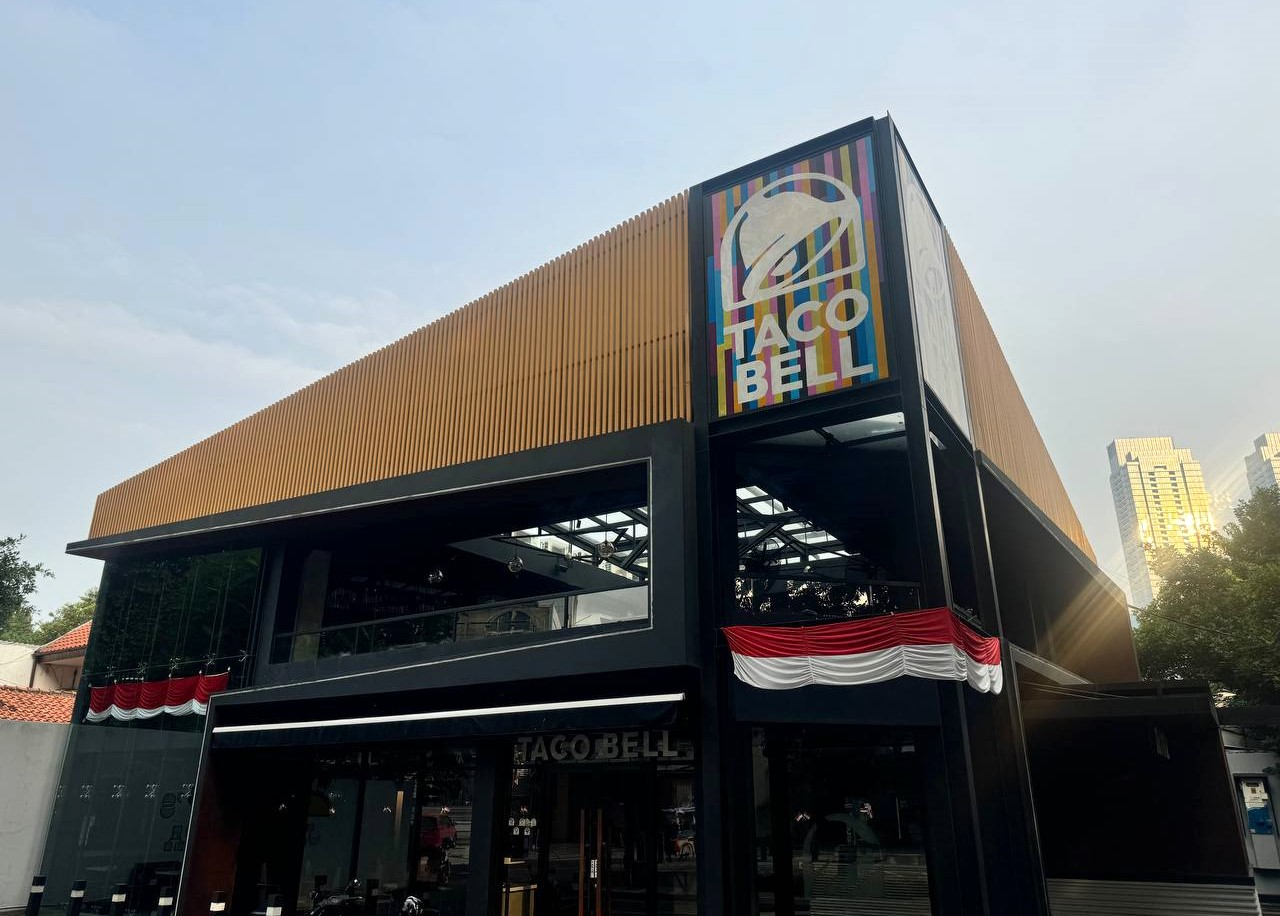
남자카르타의 타코벨

타코벨은 2020년 12월 18일 남자카르타에 첫 인도네시아 레스토랑을 열었다. 2022년 현재, 타코벨은 인도네시아에 3개의 레스토랑을 추가로 개점했으며, 모두 자카르타에 위치해 있다.

#### 말레이시아

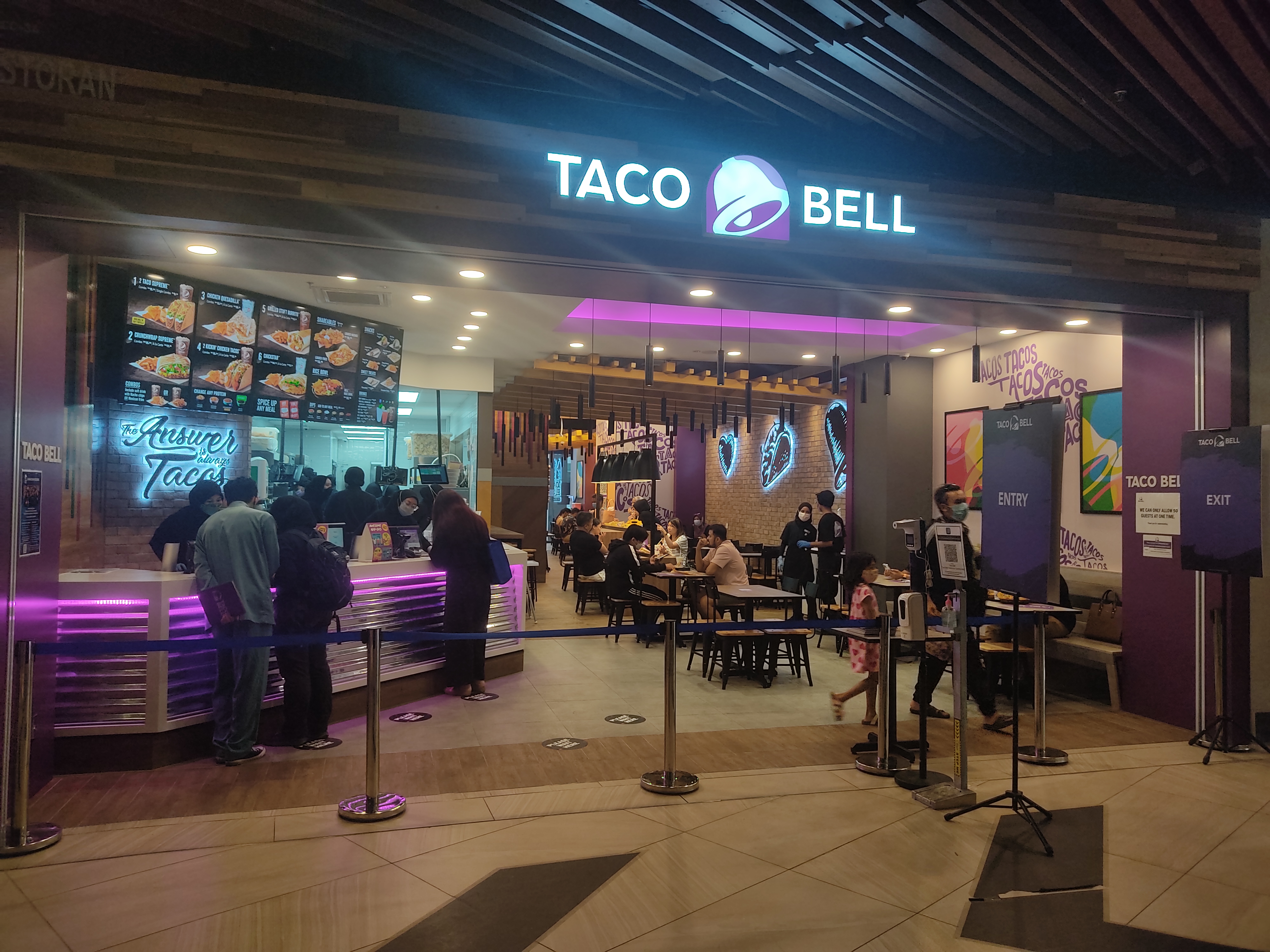
말레이시아 코타 다만사라의 트로피카나 가든스 몰에 있는 타코벨

타코벨은 2021년 4월 2일 사이버지야 스팡에 첫 말레이시아 매장을 열었다. 이후 쿠알라룸푸르의 반다르 스리 퍼마이수리에 두 번째 매장을 열었고, 이어서 트로피카나 가든스 몰과 세티아왕사 매장을 열었다. 2022년 초, 타코벨은 왕사 마주, 선웨이 피라미드, 푸총에 매장을 열었으며 다른 주에도 계속 확장하고 있다. 현재 클랑 밸리 전역에 13개의 매장이 산재해 있다.

#### 일본
타코벨은 1980년대 도쿄도와 나고야시에 매장을 운영했지만 몇 년 후 철수했다. 그 이후로는 주일 미군 기지에만 매장이 있었다. 2015년, 타코벨은 도쿄 시부야구 시내에 새로운 매장을 열면서 일본 시장에 다시 진출했다. 이 매장에는 "타코라이스"와 "새우 아보카도 부리토"가 독점 메뉴로 있었다.

#### 필리핀

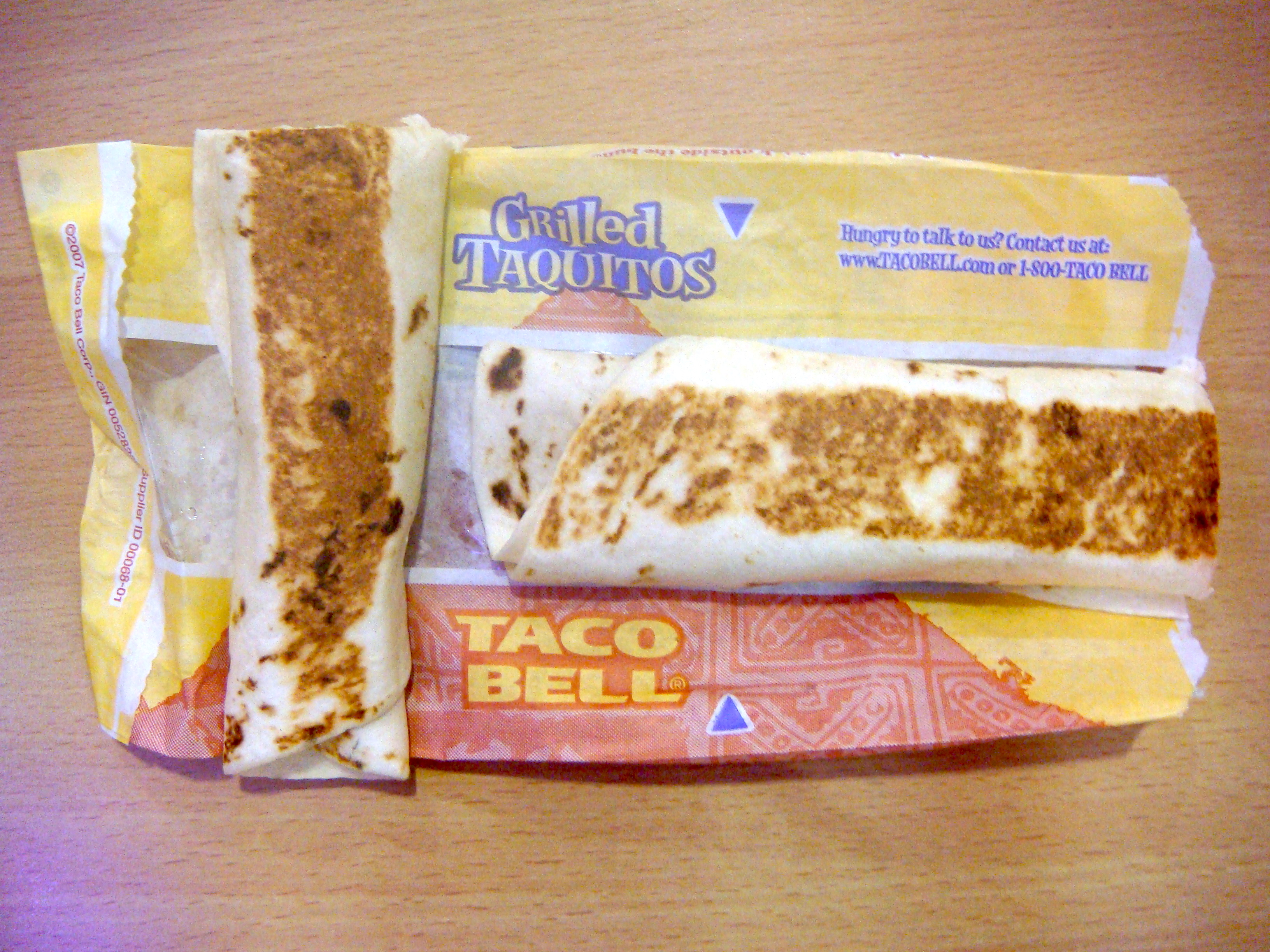
필리핀의 구운 타키토

타코벨은 2004년 10월 케손시티 쿠바오의 게이트웨이 몰 (아라네타 센터)에 첫 필리핀 지점을 열었다. 2023년 현재 마닐라/케손시티 지역에 여러 매장이 있다.

#### 싱가포르
싱가포르에는 수년 동안 타코벨이 있었는데, 주로 푸난 디지털 라이프 몰(Funan Digital Life Mall)에서 운영되던 KFC와의 복합 매장 형태였다. 그러나 2008년, 타코벨은 싱가포르에서 완전히 철수했다.

#### 대한민국
대한민국에서 타코벨은 피자헛을 운영하는 업체에서 1991년에 도입했으나, 당시 기준으로는 지나치게 고가 정책을 고수한 점이 약점으로 작용, 피자헛과 달리 큰 성과를 내지 못하고 몇 년만에 대한민국 시장에서 철수했다. 2010년, 특수목적회사 M2G는 대한민국에 타코벨을 재도입한다고 발표, 7월 11일 서울 이태원에 타코벨 점포가 문을 열었다. 새로 문을 연 대한민국 내의 타코벨은 과거와 달리 셀프서비스 형식의 패스트푸드 형태이며, 저가 메뉴 중심으로 운영한다. 하지만 M2G 또한 운영이 지지부진하자 미국 본사에서 새로운 파트너를 찾게되었고, 2014년 12월 12일에 LG계열의 아워홈이 국내 프랜차이즈를 계약하고 영등포 타임스퀘어에 1호점을 출점하였다. 이에 M2G는 미국 타코벨이 의도적으로 영업을 방해하고서는 사업부진을 구실로 대기업 아워홈과 복수계약을 맺었다고 반발한 반면, 미국 본사에서는 애초에 독점 계약이 아니었으며, M2G가 타코벨의 기준에 맞지 않는 품질과 서비스를 선보였다며 M2G가 이를 개선할 경우 사업을 지원하겠다고 밝혔다. M2G는 타코벨과 아워홈을 공정거래법 위반으로 공정거래위원회에 제소한 상태다.
현재 서울에는 외국인과 대학생들이 가장 많이 찾는 이태원과 홍대 지구에 두 곳의 지점이 있으며, 이태원 지점이 먼저 2010년 여름에 개점했다. 타코벨은 미국 육군 용산기지에 오랫동안 주둔해 있었지만, 비군사 인원은 출입이 제한되었고, 한동안 서울에 거주하는 비한국인, 비군사 외국인들 사이에서는 또 다른 타코벨 지점 개설을 위한 시위 운동이 벌어지기도 했다.

#### 스리랑카
2017년 7월, 타코벨은 스리랑카 콜롬보에 매장을 열었다.

#### 태국
방콕과 파타야에 지점이 있다.

### 유럽

#### 보스니아 헤르체고비나
첫 타코벨은 2024년 10월 17일 사라예보 근처 일리자에 문을 열었다. 2024년 12월 현재 사라예보 시티 센터에도 또 다른 지점이 있다.

#### 키프로스
키프로스에 타코벨은 2009년 12월 리마솔의 MY MALL 리마솔에 문을 열었다. 또한 파포스, 니코시아, 라르나카에도 매장이 있다.

#### 핀란드

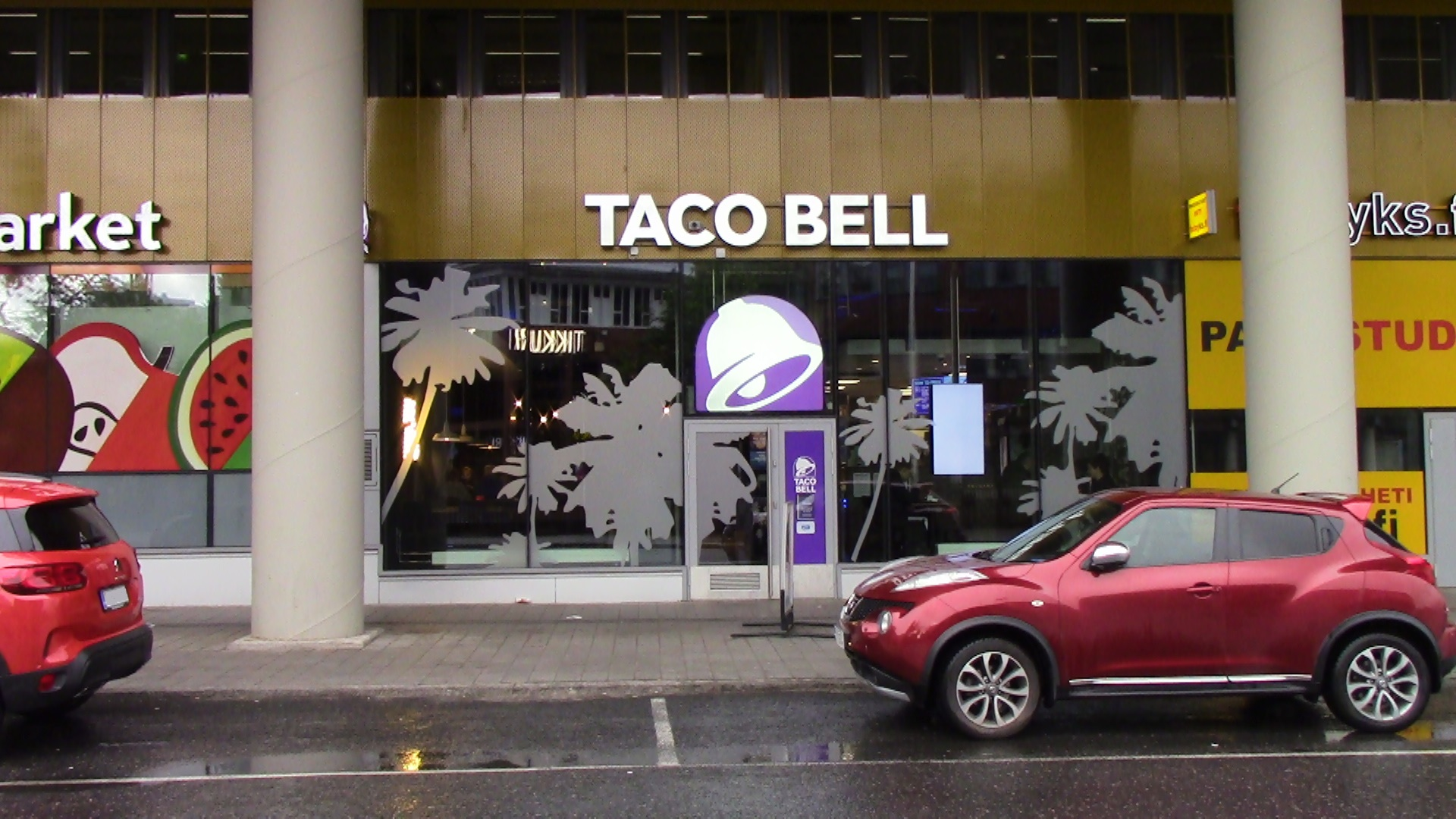
반타에 있는 타코벨 레스토랑

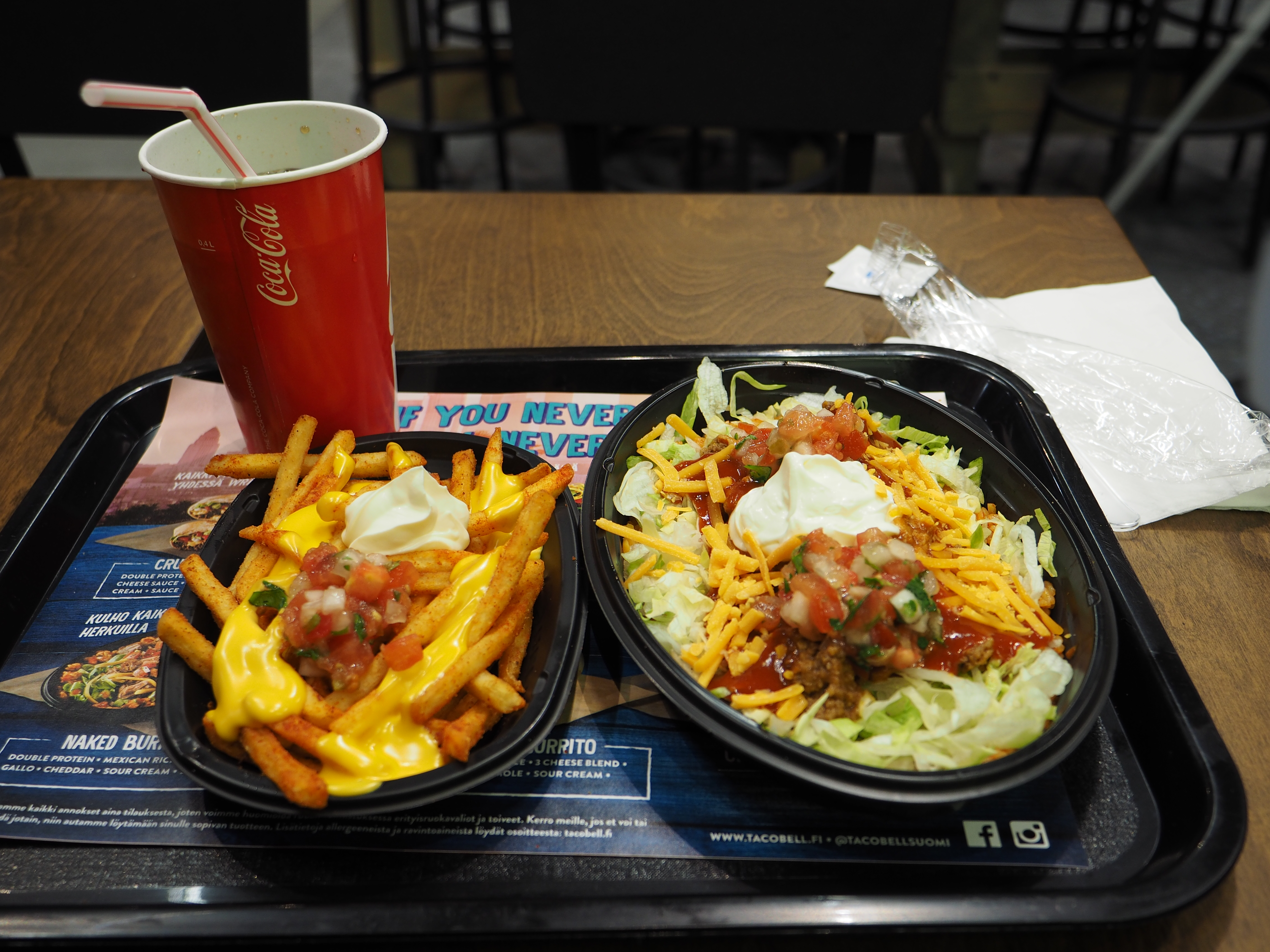
핀란드 타코벨의 네이키드 부리토 볼(양념 감자튀김과 음료 포함)

2017년 6월 15일, 핀란드 레스토랑 회사 레스텔(Restel)은 타코벨을 핀란드에 들여올 것이라고 발표했다. 첫 번째 레스토랑은 2017년 11월 9일 헬싱키 중심부에 문을 열었다. 에스포의 셀로(Sello) 및 이소 오메나(Iso Omena) 몰에 있는 레스토랑은 2017년 11월 후반에 개점했다. 핀란드는 메뉴에 풀드 오트(고기 대체품)를 포함한 첫 번째 국가이다. 2019년, 타코벨은 대헬싱키 지역을 넘어 라펜란타와 투르쿠로 확장했다. 2021년 7월, 오울루에 새로운 지점이 문을 열었다. 2022년 11월 현재 핀란드에는 16개의 타코벨 레스토랑이 있으며, 대부분 대헬싱키 지역에 있다.

#### 독일
타코벨은 2024년 7월 또는 8월에 베를린에 첫 독일 지점을 열 계획이었다. 일단 정착하면 프랜차이즈 회사인 이쉬 홀딩(İş Holding, ISH)은 향후 5년 내에 독일에 100~150개의 타코벨 레스토랑을 열 계획이었다. 처음에는 베를린의 첫 지점 개점이 2025년 여름으로 연기되었다. 2025년 5월 초, 얌! 브랜드가 ISH가 독일 및 터키 시장에서 운영하는 방식에 어려움이 발생한 후 1월에 이미 ISH와의 프랜차이즈 계약을 해지하기로 결정한 후, 독일에서의 타코벨 개점 계획은 취소되었다. KFC와 피자헛 독일 지점의 운영은 얌!으로 직접 이전된 후 영향을 받지 않는다.

#### 지브롤터
지브롤터의 첫 번째이자 유일한 타코벨 매장은 2024년에 문을 열었다.

#### 아일랜드
2025년 5월 13일, 아일랜드섬의 첫 타코벨 레스토랑이 같은 해 여름 애플그린과의 파트너십으로 문을 열 것이며, 더 많은 지점이 뒤따를 것이라고 발표되었다.

#### 네덜란드
2017년 4월 4일, 타코벨은 네덜란드 에인트호번에 첫 번째 레스토랑을 열었다. 10월 12일, 타코벨은 틸뷔르흐에 또 다른 레스토랑을 열었다. 세 번째 레스토랑은 브레다에 문을 열었다.
네덜란드의 10번째 타코벨 레스토랑은 2024년 1월 11일 위트레흐트의 레드샤 라인에 문을 열었다. 이 타코벨은 또한 수요 에너지가 전력망이 감당할 수 있는 수준보다 높을 경우 에너지를 저장하기 위해 배터리를 사용하는 전 세계 최초의 타코벨 레스토랑이다.

#### 포르투갈
첫 타코벨 매장은 2019년에 문을 열었으며, 2021년에는 전국에 11개의 레스토랑이 분포해 있다.

#### 루마니아
첫 타코벨 매장은 2017년 10월 12일 루마니아의 수도 부쿠레슈티에 문을 열었으며, 2024년 말까지 전국적으로 16개 지점으로 확장되었다.

#### 스페인
스페인은 유럽에서 타코벨에게 가장 중요한 시장이다. 매장은 본토의 여러 도시, 마요르카섬, 그리고 카나리아 제도에 분포되어 있다. 2024년 초 현재 119개의 타코벨 지점이 있으며, 이는 타코벨이 스페인에 32개 지점을 가지고 있던 2017년보다 두 배 이상 많은 수치이다. 스페인의 첫 타코벨은 2004년 로타 해군기지에 문을 열었으며, 해군 기지 출입이 허가된 사람만 이용할 수 있다. 일반 대중을 위한 첫 타코벨은 2008년 12월 마드리드의 이슬라줄(Islazul) 쇼핑몰에 문을 열었다. 얌! 브랜즈는 2009년 초 유럽 시장 시험을 위해 스페인에 추가 레스토랑을 열 것이라고 발표했다. 스페인 타코벨의 두 번째 지점은 2010년 3월 마드리드의 라 바과다 쇼핑몰(La Vaguada Shopping Mall)에 문을 열었다.

#### 영국
영국은 유럽에서 타코벨이 처음으로 진출한 국가였다. 1986년에 런던 코벤트리 스트리트 (레스터 스퀘어와 피카딜리 서커스 사이)에 지점이 개점했고, 이어서 얼스 코트역 근처 얼스 코트에 두 번째 지점이 개점했다. 억스브리지에도 다른 매장이 하나 문을 열었지만, 1990년대 중반에 모두 폐점했다. 1994년, 캠퍼스 그룹은 대학 및 단과대학 부지에 매장을 개설할 계획을 발표했다. 그러나 버밍엄 대학교에 단 하나의 매장만 개설되었고, 이 매장은 현재 폐점되었다.
버밍엄 대학교 지점이 문을 닫은 후, 영국에는 전략공군사령부와 미국 공군의 RAF 마일덴홀 및 RAF 레이큰히스 기지에 두 개의 타코벨 지점만 남아 있었다. 접근은 관련 서비스 인원에게만 제한되었다.
2000년대 후반, 얌! 브랜즈는 유럽 확장의 일환으로 영국에 타코벨 매장을 재개장할 것이라고 발표했다. 얌!은 최근의 대침체를 활용하여 다른 패스트푸드점의 매출 증가를 이끌어냈으며, 영국 내 멕시코 음식에 대한 인식이 높아졌고 개선된 메뉴 제공과 마케팅을 통해 성공할 수 있을 것이라고 밝혔다. 첫 번째 새로운 매장은 2010년 6월 28일 에식스(Essex)의 레이크사이드 쇼핑 센터에 문을 열었다. 또 다른 매장은 2010년 11월 29일 에식스 배질던에, 세 번째는 2011년 11월 7일 맨체스터 아른데일 푸드코트에 문을 열었다.
2013년 3월 1일, 유럽 공급업체에서 생산된 말고기 미량 성분이 타코벨의 영국 내 소고기 제품을 포함한 여러 식품에서 발견되었다고 발표되었다. 2017년 8월 현재, 영국에는 17개의 타코벨 지점이 있으며, 모두 런던 외곽의 잉글랜드에 위치해 있었다. 첫 스코틀랜드 지점은 2017년 12월 글래스고에 문을 열었다. 2019년 6월 현재, 스코틀랜드와 잉글랜드에 런던의 3개 지점을 포함하여 39개 지점이 있다. 2019년 10월부터 영국 내 타코벨 지점들은 도리토스 로코스 타코스를 판매하기 시작했다.
2020년 3월 2일, 첫 웨일스 타코벨 지점이 카디프에 문을 열었다.
최근인 2021년 11월, 타코벨은 영국 77호점을 열었으며, 버밍엄 서튼 콜드필드의 매장으로 영국 미들랜드 지방으로 돌아왔다.
2022년 8월, 데본 토키에 타코벨이 문을 열었으며, 이는 플리머스에 이어 데본주에서 두 번째 지점이다. 2024년 현재 영국에는 130개 이상의 지점이 있다.

### 중동
타코벨은 2008년 11월 아랍에미리트 두바이의 두바이 몰에 매장을 열었다. 네 번째 아랍에미리트 지점은 알아인 시의 바와디 몰에도 계획되었다. 두바이 몰, 데이라 시티 센터, 미르디프 시티 센터의 모든 지점은 폐쇄되었고 타코벨은 아랍에미리트 시장에서 완전히 철수했다. 타코벨은 쿠웨이트에서 여전히 영업 중이며, 이 체인은 쿠트 푸드 그룹에 의해 이 지역에서 프랜차이즈화되어 쿠웨이트 시장에서 철수하지 않았다.

### 북아메리카

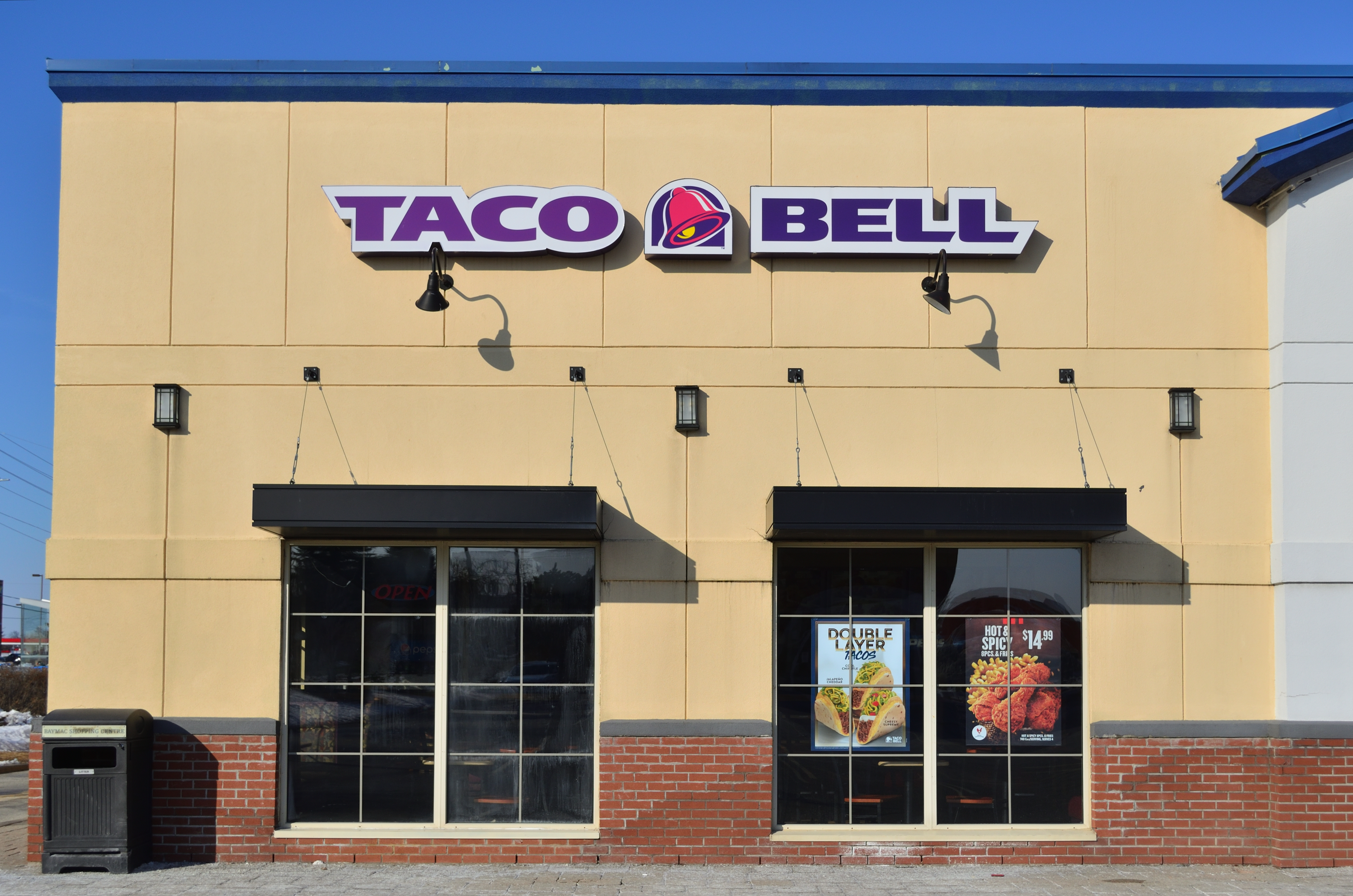
캐나다의 타코벨

#### 캐나다
타코벨은 1979년부터 캐나다에 진출했으며, 첫 매장은 온타리오주 윈저에 문을 열었다. 현재 캐나다 10개 주 중 7개 주에 타코벨 지점이 있다: 브리티시컬럼비아주, 앨버타주, 서스캐처원주, 매니토바주, 온타리오주, 뉴브런즈윅주, 노바스코샤주. 타코벨은 퀘벡주에서 약 15년 동안 운영되었으나, 2022년 1월 6일 철수를 발표했다. 한동안 주문 시 생맥주를 주문할 수 있었다. 타코벨은 매장에서 무료 탄산음료 리필을 제공한다.
2011년 3월 31일, 타코벨(캐나다)의 소유주인 프리즘(Priszm)은 온타리오주와 브리티시컬럼비아주에서 파산 보호 신청을 했다. 2011년 5월 6일, 프리즘 인컴 펀드는 지속적인 상장 요건을 충족하지 못하여 토론토 증권거래소에서 상장 폐지되었다. 이후 온타리오주 궬프, 해밀턴, 케임브리지 등 여러 타코벨 레스토랑이 폐점되었다.

### 오세아니아

#### 오스트레일리아
타코벨은 1981년 9월 오스트레일리아에 처음 문을 열었지만, 현지 레스토랑 주인이 오도적인 행위로 타코벨을 성공적으로 고소한 후 타코벨은 이름을 변경하라는 명령을 받았다. 현지 레스토랑은 "타코벨스 카사"(Taco Bell's Casa)라고 불렸으며 1970년대부터 호주에서 운영되었다. 주인은 시드니 주민들이 테이크아웃 체인을 자신의 레스토랑과 혼동할 것이고, 이것이 자신의 명성에 해를 끼칠 것이라고 성공적으로 주장했다. 타코벨은 나중에 1997년 시드니 조지 스트리트의 영화관 지구에 매장을 열었고, 1년 뒤인 1998년 뉴사우스웨일스주의 몇몇 KFC 매장 내에 매장을 열었지만, 2005년까지 타코벨 브랜드는 이 나라에서 철수했다.
2017년 9월 13일, 콜린스 푸드(Collins Foods)는 타코벨이 오스트레일리아 시장에 다시 진출할 것이며, 첫 매장은 퀸즐랜드 브리즈번 외곽 애너리에 위치하며, 그해 초 폐쇄된 리모델링된 씨즐러 레스토랑을 사용할 것이라고 발표했다. 애너리 매장은 2017년 11월 4일에 문을 열었다. 2018년, 콜린스 푸드는 얌! 브랜즈와 2019년 1월부터 2021년 12월 사이에 호주 전역에 50개 이상의 타코벨 레스토랑을 개설하는 개발 계약을 체결했다. 빅토리아 기반의 레스토랑 체인 타코 빌과의 법적 분쟁은 2020년 2월에 해결되었다.
2024년 2월 현재, 오스트레일리아 전역에는 39개의 타코벨 레스토랑이 있으며, 뉴사우스웨일스주에 12개, 퀸즐랜드주에 13개, 빅토리아에 9개, 웨스턴오스트레일리아주에 4개가 있다. 또한 캔버라, 센트럴코스트, 포트 매쿼리, 투움바 등 다른 지역에도 레스토랑을 개설할 계획이다. 체인이 전국적으로 성장했지만, 노스 퀸즐랜드의 두 지점은 2022년 11월에 폐쇄되었는데, 이전에는 케언스와 타운즈빌에 있었다. 2025년 4월, 타코벨 소유주 콜린스 푸드는 호주 사업에서 철수할 것이라고 발표했다.

#### 뉴질랜드
타코벨은 2019년 11월 12일 오클랜드 뉴 린 교외에 첫 뉴질랜드 지점을 공식적으로 열었다.
2023년 1월 현재, 뉴질랜드 전역에 14개의 타코벨 레스토랑이 있으며, 북섬에 10개, 남섬에 4개가 있다. 도시별로는 오클랜드에 7개, 크라이스트처치에 3개, 더니든, 로토루아, 타우피리, 웰링턴에 각각 1개가 있다. 뉴질랜드에는 두 개의 공항 매장이 있는데, 하나는 오클랜드 공항에, 다른 하나는 크라이스트처치 공항에 있다.

#### 미국의 해외 영토
타코벨은 괌에 여러 매장을 운영한다.
타코벨은 북마리아나 제도에 한 개의 레스토랑을 운영하며, 사이판 섬에 위치한다.
2005년, 타코벨은 아메리칸사모아 파고파고에 레스토랑을 설립하기 위한 허가 절차를 시작했다.
타코벨은 푸에르토리코에서도 매장을 운영하고 있다.

### 남아메리카
브라질에는 상파울루, 캄피나스, 리우데자네이루, 브라질리아 지역에 매장이 있으며, 그 중 상당수는 피자헛과 함께 운영된다.
타코벨은 칠레에 매장을 두고 있으며, 그 중 많은 곳은 피자헛과 연합하여 (같은 시설에서) 운영된다. 모든 타코벨 매장은 주로 산티아고에 위치한 쇼핑몰에 있다.
페루에는 리마에 지점이 있다.
콜롬비아의 보고타 지역에 4개의 매장이 있었지만, 이들은 2018년 말에 폐점했다.
타코벨은 1993년부터 2009년까지 에콰도르에서 운영되었으며, 2025년 언젠가 키토에 다시 돌아올 예정이다.

### 기타 국가
타코벨은 도미니카 공화국, 아루바, 코스타리카, 파나마 및 포르투갈에 진출해 있다.

### 이전 사업

#### 그리스
그리스의 첫 타코벨은 2010년 11월 30일 새로 건설된 아테네 메트로 몰의 개업과 함께 아테네에 문을 열었다. 이 레스토랑은 2012년 8월에 폐점되었고, 이 체인은 그리스의 경기 침체로 인해 그리스 시장에서 철수했다.

#### 아이슬란드
아이슬란드의 타코벨은 레이캬비크 교외 하프나르피외르뒤르의 KFC 매장 일부로 운영되었다. 이는 2006년 말, 미 해군이 케플라비크 해군 항공기지에서 철수한 후 설립되었다. 2008년 11월 레이캬비크의 아르투스회프디(Ártúnshöfði) 지역에 두 번째 지점이 문을 열었다. 타코벨은 2023년 말 하프나르피외르뒤르 지점을 폐쇄했다.

#### 멕시코
타코벨은 멕시코 시장에 두 차례 진출을 시도했다. 1992년 멕시코시티에서 대대적으로 홍보된 출시 이후, 모든 레스토랑은 2년 후에 폐쇄되었다. 2007년 9월, 타코벨은 몬테레이로 돌아와 감자튀김을 포함한 미국식 메뉴로 미국 이미지를 투영했지만, 낮은 고객층으로 인해 2010년 1월에 폐쇄되었다.

#### 폴란드
폴란드 최초의 타코벨 매장은 1993년에 문을 열었다. 공격적인 확장 캠페인에도 불구하고 타코벨의 노력은 곧 시들해졌고, 이 체인은 곧 폴란드에서 철수했다.

#### 러시아
1990년대 초, 펩시코는 모스크바 지하철 내에 여러 타코벨 지점을 열었는데, 여기에는 메트로 파르크 쿨투리(Metro Park Kulturi)와 메트로 콤소몰스카야가 포함되었다. 이 실험은 불과 몇 년 동안만 지속되었다. 이 지점들은 다른 소유권과 다른 이름으로 계속 존재하고 있다.

### 군사 기지
AAFES는 바레인, 엘살바도르, 독일, 과테말라, 이라크 이탈리아, 그리고 코소보의 군사 기지에 타코벨을 제공한다.

## 동물 복지
타코벨은 모회사인 얌! 브랜즈의 동물 복지 기준을 따른다.
2016년, 타코벨은 미국 레스토랑에서 배터리 케이지에 사육된 산란계로부터 달걀을 조달하는 것을 중단했다.
2024년, 타코벨은 2024년 말까지 돼지 생산에서 임신틀 사용을 중단하는 것에 대한 기준을 발표할 것이라고 밝혔다. 그러나 그 해에는 그러한 기준이 발표되지 않았다.

## 의류 라인

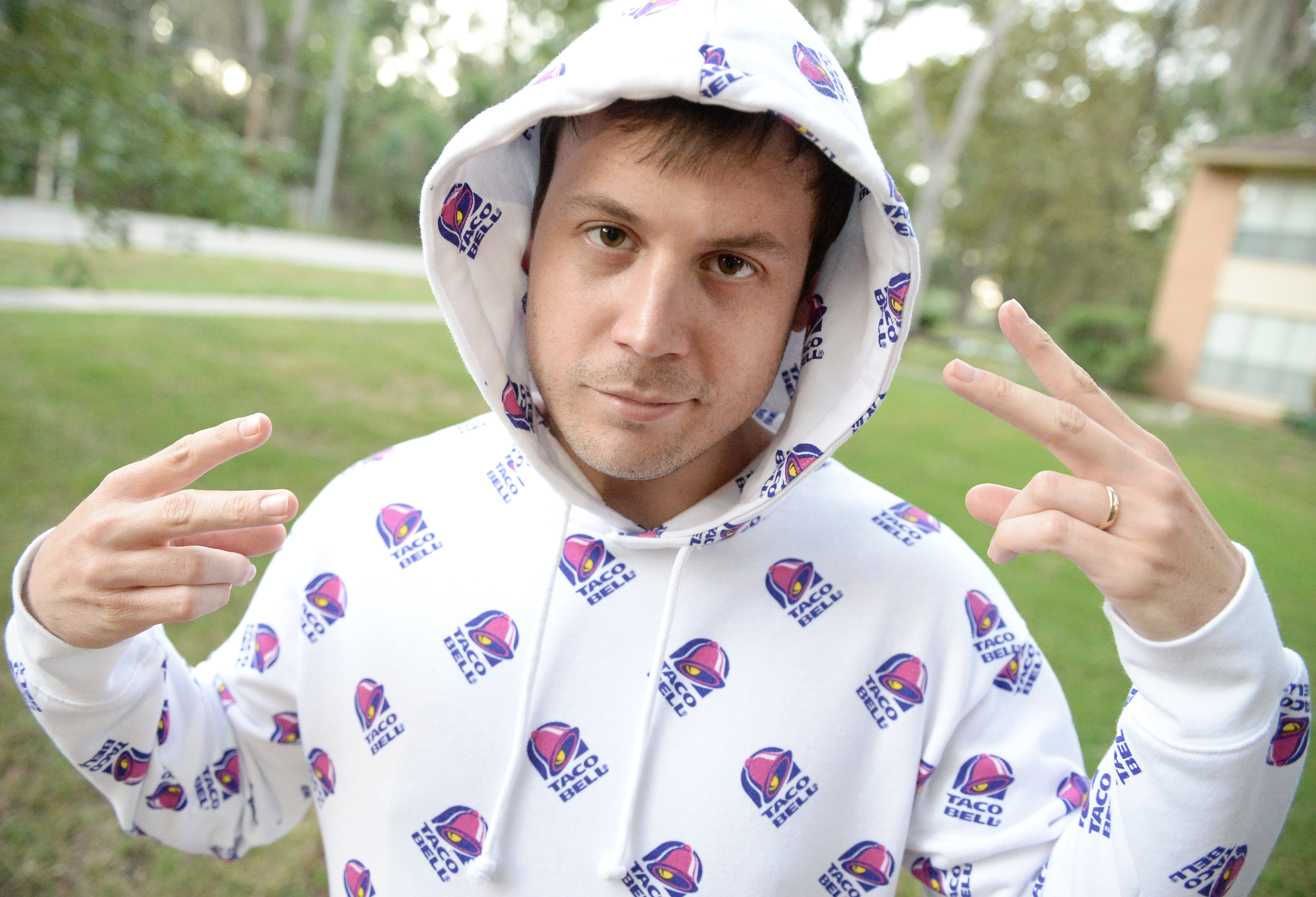
2017년 포에버21 타코벨 컬렉션의 일부인 흰색 타코벨 후드티를 입은 남자

2017년, 포에버21은 타코벨과 파트너십을 맺고 브랜드 티셔츠와 맨투맨, 그리고 보더 소스 패킷처럼 보이게 만든 보디슈트를 포함한 의류 라인을 생산했다.
2019년 11월, 타코벨은 후드티와 티셔츠, 홀리데이 장식품, 풍선 소스 패킷, 결혼 관련 용품 등 타코벨 브랜드 상품을 판매하는 온라인 상점인 타코벨스 타코샵(Taco Bell's Taco Shop)을 발표했다.